# NGC 7786
NGC 7786 ist eine Spiralgalaxie vom Hubble-Typ S im Sternbild Pegasus am Nordsternhimmel. Sie ist schätzungsweise 201 Millionen Lichtjahre von der Milchstraße entfernt und hat einen Durchmesser von etwa 60.000 Lichtjahren. Gemeinsam mit vier weiteren Galaxien bildet sie die NGC 7771-Gruppe (LGG 483).
Im selben Himmelsareal befindet sich u. a. die Galaxie NGC 7784.
Das Objekt wurde am 1. Oktober 1883 vom französischen Astronomen Édouard Stephan entdeckt.